# Zasłonak ołowiowy

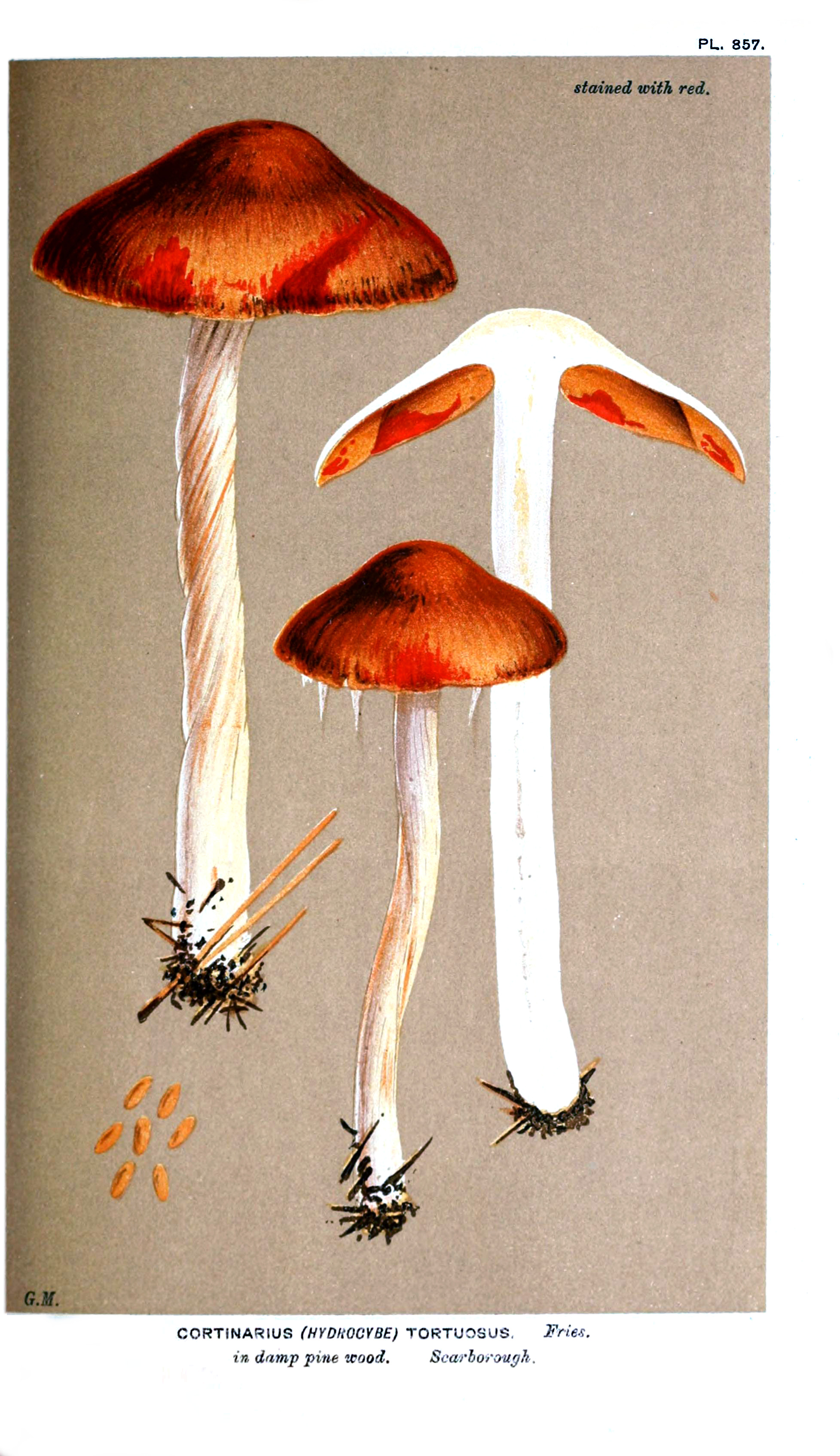

Zasłonak ołowiowy (Cortinarius tortuosus (Fr.) Fr.) – gatunek grzybów należący do rodziny zasłonakowatych (Cortinariaceae).

## Systematyka i nazewnictwo
Pozycja w klasyfikacji według Index Fungorum: Cortinarius, Cortinariaceae, Agaricales, Agaricomycetidae, Agaricomycetes, Agaricomycotina, Basidiomycota, Fungi.
Po raz pierwszy opisał go Elias Fries w 1821 r. nadając mu nazwę Agaricus tortuosus. Ten sam autor w 1838 r. przeniósł go do rodzaju Cortinarius''. Synonimy:
- Agaricus tortuosus Fr. 1821
- Cortinarius tortuosus var. insignis Soop 1994
- Gomphos tortuosus (Fr.) Kuntze 1891
- Hydrocybe tortuosa (Fr.) Wünsche 1877

Andrzej Nespiak w 1981 i 1984 r. podał dla tego gatunku polską nazwę zasłonak ołowiowy lub zasłonak śrubowaty.

## Morfologia
Kapelusz
Średnica 2,5–17 cm, początkowo półkulisty, potem lekko wypukły. Brzeg podwinięty. Powierzchnia naga z białawymi resztkami osłony, błyszcząca. Jest bardzo higrofaniczny; w stanie wilgotnym jest promieniście prążkowany od prześwitujących blaszek i ma barwę od czekoladowobrązowej do ciemno fioletowobrązowej, w stanie suchym ciemnobrązową.
Blaszki
Początkowo intensywnie czerwono-brązowe, z wiekiem ciemnieją i stają się ciemnobrązowe.
Trzon
Wysokość 7–12 cm, grubość 0,5–1 cm, cylindryczny z maczugowatą podstawą, często skręcony. Powierzchnia w młodych owocnikach purpurowa, w starszych purpurowa tylko na wierzchołku. Podstawa z białą grzybnią. Zasnówka biaława, pozostają po niej białe lub szarobiałe strzępki.
Miąższ
W kapeluszu białawy, na wierzchołku trzonu fioletowawy. Zapach nieokreślony lub ziemisty.
Cechy mikroskopowe
Zarodniki o kształcie od elipsoidalnego do migdałkowatego, dosyć słabo lub umiarkowanie brodawkowate, nieznacznie lub umiarkowanie dekstrynoidalne, 9–10,5 × 5–6 µm.
Gatunki podobne
Istnieje wiele podobnych zasłonaków i ich odróżnienie możliwe jest tylko dla doświadczonego mykologa. Zasłonak ołowiowy charakteryzuje się charakteryzuje się czekoladowym do fioletowo-brązowego kapeluszem, z zakrzywionym, często skręconym i fioletowym na wierzchołku trzonem, który może być długi, gdy znajduje się w mchach. Zasłonak brązowordzawy Cortinarius evernius różni się purpurowym zabarwieniem, które z wiekiem przeważnie zachowuje się u podstawy stopy.

## Występowanie i siedlisko
Znane jest występowanie Cortinatius valgus w Ameryce Północnej, Europie i Azji. W Polsce do 2003 r. znane było tylko jedno jego stanowisko podane przez A. Nespiaka w 1981 r. na Kotlinie Nowotarskiej. Według W. Wojewody rozprzestrzenienie tego gatunku i stopień jego zagrożenia nie są znane.
Naziemny grzyb mykoryzowy. Występuje w lasach iglastych wśród mchów, borówek i wrzosów. Owocniki od lata do jesieni.